# Georg Müller (Agrarwissenschaftler)
Georg Müller (* 13. Oktober 1917 in Budaörs, Ungarn; † 23. Dezember 2004 in Leipzig) war ein deutscher Agrarwissenschaftler. Er war von 1958 bis 1969 Professor für Bodenkunde und Mikrobiologie an der Universität Leipzig, dann bis 1983 an der Universität Halle-Wittenberg.

## Biographie
Der Sohn eines Maurers studierte von 1937 bis 1942 Landwirtschaft an der Universität Budapest und war anschließend bis 1947 Kreisleiter für Pflanzenschutz im ungarischen Ackerbauministerium. Nach der Übersiedlung in die sowjetische Besatzungszone Deutschlands wurde er 1947 Mitglied der SED. Zuerst arbeitete er als Erfassungsinspektor und dann als Abteilungsleiter für landwirtschaftliche Planung in der Kreisverwaltung Großenhain. 1950 wurde er wissenschaftlicher Assistent an der Zentralforschungsanstalt für Pflanzenzucht bzw. ab 1952 am Institut für Acker- und Pflanzenbau der Akademie der Landwirtschaftswissenschaften der DDR in Müncheberg bei Berlin. 1955 wurde er dort stellvertretender Direktor. Er promovierte 1953 an der Humboldt-Universität Berlin mit einer bodenkundlichen Arbeit über Möglichkeiten der Ertragssteigerung bei der Kartoffel durch Stärkegehalts-Streuung innerhalb der Sorte zum Dr. agr. Dann habilitierte er sich 1956 für Bodenkunde an der Humboldt-Universität Berlin mit einer Arbeit unter dem Titel Untersuchungen über Wechselwirkungen zwischen Bodenlebewesen bei 24 Futterpflanzenarten. 
1958 nahm er als Professor mit Lehrauftrag für Bodenkunde die Lehrtätigkeit an der Landwirtschaftlichen Fakultät der Karl-Marx-Universität Leipzig auf. Damit wurde er Direktor des Institutes für Bodenkunde und Mikrobiologie der Universität. 1961 wurde er zum Professor mit vollem Lehrauftrag, ab 1963 mit Lehrstuhl für Bodenkunde und Mikrobiologie ernannt. Im akademischen Jahr 1962/63 amtierte er als Dekan der Landwirtschaftlichen Fakultät, von 1964 bis 1967 war er Rektor der Leipziger Alma Mater. Von 1964 bis 1969 war er auch Mitglied der SED-Bezirksleitung. Da das Institut 1968 nach Halle (Saale) verlegt wurde, übernahm er an der Martin-Luther-Universität Halle-Wittenberg dort dieselbe Professur, die er bis zu seiner Emeritierung 1982 innehatte.
Müllers bedeutendste Publikation während seiner Tätigkeit in Leipzig war sein 1965 erschienenes Buches der Boden-Biologie. Dieses fand international große Resonanz in fast allen europäischen Ländern ebenso wie in den USA, weil es eine bestehende Lücke geschlossen hatte, die die Bodenbakteriologie, -mykologie und -zoologie als Einheit behandelte, auch mit dem Ziel einer möglichen Ertragssteigerung des Bodens.

## Ehrungen
- Nationalpreis III. Klasse 1967
- Verdienter Hochschullehrer der DDR 1980
- Ehrenpromotion (Dr. h. c. mult.) an der Universidad INCCA de Colombia (1966), Schewtschenko-Universität Kiew (1967), Martin-Luther-Universität Halle (1971) und der Agrar-Universität Ungarn (1981)

## Werke
- Über Fragen der Bodenmikrobiologie in der Sowjetunion (1954)
- Krankheiten und Schädlinge der Kartoffel, Jena 1955.
- Boden-Biologie, Jena 1965.
- Die Bedeutung der vitalen und postmortalen organischen Bodensubstanz aus der Sicht der Bodenfruchtbarkeit und des Bodenschutzes, Berlin (Ost) 1983.
- (mit Ernst Ewald) Bodenkunde, 3. überarb. Aufl., Berlin (Ost) 1989.
- (mit Rudolf Schubert) Ökologie, 3. Aufl., Jena 1991.